# 알렉산드리아의 알렉산드로스
알렉산드리아의 알렉산드로스(그리스어: Αλέξανδρος Α΄ Αλεξανδρείας; ? - 326년경)는 알렉산드리아의 19대 총대주교였다. 그는 총대주교좌에 착좌해 있는 동안, 그 당시 교회가 직면한 여러 가지 문제들을 다루었다. 부활절 날짜, 리코폴리스의 멜레티오스의 행동, 그리고 가장 중요한 것인 아리우스주의에 대한 문제들이 여기에 포함되었다. 알렉산드로스는 제1차 니케아 공의회에서 아리우스주의 반대파의 수장이었다. 또한 후임자이자 교부들 중 한 사람이 되는 알렉산드리아의 아타나시오스의 멘토이기도 했다.

## 같이 보기
- 제1차 니케아 공의회
- 아리우스파

## 문헌
- “Alexander I (313–328)”. Official web site of the Greek Orthodox Patriarchate of Alexandria and All Africa. 2011년 2월 8일에 확인함.
- 본 문서에는 현재 퍼블릭 도메인에 속한 1913년 가톨릭 백과사전의 내용을 기초로 작성된 내용이 포함되어 있습니다.